# Paris-Roubaix 1972
La 70e édition de la course cycliste Paris-Roubaix a eu lieu le 16 avril 1972 et a été remportée en solitaire par le Belge Roger De Vlaeminck.

## La course
La plupart de la course est disputée sous de terribles conditions météorologiques avec des températures basses et la pluie. La traversée de la forêt d'Arenberg est une fois de plus décisive cette année, les conditions rendent le passage très difficile et une grosse chute impliquent 40 coureurs, dont Eddy Merckx. En raison de la dureté de la météo et le rythme dans la forêt d'Arenberg, seulement 49 des 160 coureurs terminent la course.
Après les accidents dans la forêt d'Arenberg un groupe de 17 coureurs se forment avec Roger De Vlaeminck en tête qui imprime un rythme soutenu et lâche un à un les coureurs accompagnant sur les sections pavées. À 50 km de l'arrivée, les deux échappées Willy Van Malderghem et Alain Santy se séparent et Van Malderghem possède près de deux minutes d'avance. De Vlaeminck rejoint Santy, puis Van Malderghem et arrive seul sur le vélodrome de Roubaix avec une marge de près de deux minutes.

## Classement final
|    | Cycliste               | Équipe                 | Temps           |
| -- | ---------------------- | ---------------------- | --------------- |
| 1  | Roger De Vlaeminck     | Dreher                 | 7 h 24 min 05 s |
| 2  | André Dierickx         | Flandria-Beaulieu      | + 1 min 57 s    |
| 3  | Barry Hoban            | Gan-Mercier-Hutchinson | + 2 min 13 s    |
| 4  | Willy Teirlinck        | Sonolor                | + 2 min 34 s    |
| 5  | Willy Van Malderghem   | Watney-Avia            | + 2 min 36 s    |
| 6  | Gustaaf Van Roosbroeck | Watney-Avia            | + 2 min 39 s    |
| 7  | Eddy Merckx            | Molteni                | + 2 min 39 s    |
| 8  | Eddy Peelman           | Gan-Mercier-Hutchinson | + 2 min 39 s    |
| 9  | Ole Ritter             | Dreher                 | + 2 min 39 s    |
| 10 | Raymond Poulidor       | Gan-Mercier-Hutchinson | + 2 min 39 s    |